# Čerigul
Čerigul je nenaseljeni otočić u hrvatskom dijelu Jadranskog mora.
Njegova površina iznosi 0,016 km². Dužina obalne crte iznosi 0,45 km.